# Limón
Limón ili Puerto Limón je kostarikanski grad koji se nalazi u istoimenoj provinciji. Ime je dobio po španjolskoj riječi za limun. U gradu živi oko 60.000 ljudi, koji su uglavnom afrokaripskog podrijetla. Do 1948. kostarikanska Vlada nije priznavala Afrokaribljane kao naciju te im je zabranila kretanje državom izvan ove provincije te je to najveći razlog zašto su u ovoj provinciji većina upravo oni. Grad je službeno osnovan 1854. godine. Osnovao ga je istraživač Philipp Valentini. Grad je pretrpio kroz povijest veliki potres, nakon čega je obnovljen nakon 1991. godine. 
Grad Limón ima tropsku klimu sapuno oborina. Prosječna godišnja temperatura je negdje oko 25 °C.